# Grande Prêmio da Espanha de 1954
Resultados do Grande Prêmio da Espanha realizado em Pedralbes à 24 de outubro de 1954. Foi a nona e última etapa da temporada e teve como vencedor o britânico Mike Hawthorn'.

## Classificação da prova
| Pos. | Nº | Piloto                                   | Construtor | Voltas | Tempo/Diferença         | Grid | Pontos |
| ---- | -- | ---------------------------------------- | ---------- | ------ | ----------------------- | ---- | ------ |
| 1    | 38 | Mike Hawthorn                            | Ferrari    | 80     | 3:13:52.1               | 3    | 8      |
| 2    | 14 | Luigi Musso                              | Maserati   | 80     | + 1:13.2                | 7    | 6      |
| 3    | 2  | Juan Manuel Fangio                       | Mercedes   | 79     | + 1 volta               | 2    | 4      |
| 4    | 10 | Roberto Mieres                           | Maserati   | 79     | + 1 volta               | 11   | 3      |
| 5    | 4  | Karl Kling                               | Mercedes   | 79     | + 1 volta               | 12   | 2      |
| 6    | 16 | Paco Godia                               | Maserati   | 76     | + 4 voltas              | 13   |        |
| 7    | 26 | Louis Rosier                             | Maserati   | 74     | + 6 voltas              | 20   |        |
| 8    | 28 | Ken Wharton                              | Maserati   | 74     | + 6 voltas              | 14   |        |
| 9    | 18 | Príncipe Bira                            | Maserati   | 68     | + 12 voltas             | 15   |        |
| Ret  | 12 | Sergio Mantovani                         | Maserati   | 58     | Freios                  | 10   |        |
| Ret  | 22 | Toulo de Graffenried Ottorino Volonterio | Maserati   | 57     | Motor                   | 21   |        |
| Ret  | 6  | Hans Herrmann                            | Mercedes   | 50     | Injeção                 | 9    |        |
| Ret  | 40 | Maurice Trintignant                      | Ferrari    | 47     | Câmbio                  | 8    |        |
| Ret  | 48 | Jacques Pollet                           | Gordini    | 37     | Motor                   | 16   |        |
| Ret  | 24 | Harry Schell                             | Maserati   | 29     | Transmissão             | 4    |        |
| Ret  | 8  | Stirling Moss                            | Maserati   | 20     | Bomba de óleo           | 6    |        |
| Ret  | 46 | Jean Behra                               | Gordini    | 17     | Freios                  | 18   |        |
| Ret  | 30 | Jacques Swaters                          | Ferrari    | 16     | Motor                   | 19   |        |
| Ret  | 34 | Alberto Ascari                           | Lancia     | 10     | Embreagem               | 1    | 1      |
| Ret  | 36 | Luigi Villoresi                          | Lancia     | 2      | Freios                  | 5    |        |
| Ret  | 20 | Robert Manzon                            | Ferrari    | 2      | Motor                   | 17   |        |
| DNS  | 42 | Peter Collins                            | Vanwall    |        | Acidente antes da prova |      |        |

## Tabela do campeonato após a corrida
Classificação do mundial de pilotos
|   | Pos. | Piloto                | Pontos           |
| - | ---- | --------------------- | ---------------- |
|   | 1    | Juan Manuel Fangio    | 42 (57 1⁄7)      |
|   | 2    | José Froilán González | 25 1⁄7 (26 9⁄14) |
| 1 | 3    | Mike Hawthorn         | 24 9⁄14          |
| 1 | 4    | Maurice Trintignant   | 17               |
|   | 5    | Karl Kling            | 12               |

- Nota: Somente as primeiras cinco posições estão listadas. Entre 1954 e 1957 apenas os cinco melhores resultados dentre os pilotos eram computados visando o título e no presente caso o campeão da temporada surge grafado em negrito.